# Evanchon sordidus
Evanchon sordidus är en insektsart som beskrevs av William D. Funkhouser 1928. Evanchon sordidus ingår i släktet Evanchon och familjen hornstritar. Inga underarter finns listade i Catalogue of Life.